# 8020 Erzgebirge
8020 Erzgebirge eller 1990 TV13 är en asteroid i huvudbältet som upptäcktes den 14 oktober 1990 av de båda tyska astronomen Freimut Börngen och Lutz D. Schmadel vid Tautenburg-observatoriet. Den är uppkallad efter bergskedjan Erzgebirge.
Asteroiden har en diameter på ungefär 5 kilometer.